# الحمام (إقليم خنيفرة)
 الحمام  (بالإنجليزية: EL HAMMAM)‏ هي بلدية تابعة لإقليم خنيفرة ضمن جهة مكناس تافيلالت بالمغرب. بلغ مجموع عدد سكان الحمام حسب إحصاءات 2004 حوالي 15438 نسمة من بينهم 1 أجنبي يعيشون في2287 أسرة.